# Paroisse d'Évangéline
Pour l’article homonyme, voir Évangéline.
La paroisse d'Évangéline, (en anglais : Evangeline Parish) est une paroisse de Louisiane créée par une scission de la paroisse de Saint-Landry en 1824. Elle est nommée en l'honneur du poème Évangéline de Henry Longfellow. C'est une des vingt-deux paroisses de la région officielle de l'Acadiane.
La paroisse a une superficie de 1 721 km2 de terre émergée et 40 km2 d’eau. Elle est enclavée entre la paroisse des Rapides au nord, la paroisse des Avoyelles au nord-est, la paroisse de Saint-Landry à l’est, la paroisse d'Acadie au sud et la paroisse d'Allen à l’ouest.
Six autoroutes quadrillent la paroisse : l’autoroute fédérale (U.S. Highway) no 167 ainsi que les autoroutes de Louisiane (Louisiana Highway) no 10, 13 et 29.

## Démographie
| Groupe            | Paroisse de l'Evangeline | Louisiane | États-Unis |
| ----------------- | ------------------------ | --------- | ---------- |
| Blancs            | 69,0                     | 62,6      | 72,4       |
| Afro-Américains   | 28,3                     | 32,0      | 12,6       |
| Métis             | 1,1                      | 1,6       | 2,9        |
| Autres            | 1,0                      | 1,6       | 6,4        |
| Asiatiques        | 0,3                      | 1,6       | 4,8        |
| Amérindiens       | 0,3                      | 0,7       | 0,9        |
| Total             | 100                      | 100       | 100        |
|                   |                          |           |            |
| Latino-Américains | 2,3                      | 37,6      | 16,7       |

Selon l'American Community Survey, en 2010, 77,65 % de la population âgée de plus de 5 ans déclare parler l'anglais à la maison, 17,99 % le français, 2,45 % l'espagnol, 1,39 % un créole français et 0,52 % une autre langue.
Dans la paroisse, la pyramide des âges (toujours en 2000) était présentée ainsi : 
- 5 490 personnes étaient des mineures (moins de 18 ans) soit 29,60 % ;
- 1 986 personnes étaient des jeunes adultes (de 18 à 24 ans) soit 9,60 % ;
- 6 558 personnes étaient de jeunes forces de travail (de 25 à 44 ans) soit 27,60 % ;
- 5 062 personnes étaient des forces de travail vieillissantes (de 45 à 65 ans) soit 20,40 % ;
- 2 264 personnes étaient des personnes en âge de la retraite (plus de 65 ans) soit 12,80 %.

L’âge moyen des citoyens de la paroisse était donc de 34 ans, de plus, la paroisse compte 17 770 personnes de sexe féminin (soit 50,15 %) et 17 664 personnes de sexe masculin (soit 49,85 %).
Le revenu moyen par personne s’élève à 20 532 $ (en 2006) alors que 32,20 % des habitants vivent sous le seuil de pauvreté (indice fédéral).
La paroisse est divisée en neuf villes et villages : Basile, Chataignier, Mamou, Pine Prairie, Bayou Chicot, Turkey Creek, Ville Platte, Lone Pine, L'Anse Grise et Saint-Landry.